# Sevilla FC
Sevilla Fútbol Club este un club de fotbal din Sevilla, Spania, care evoluează în Primera División. Clubul a fost înființat pe 14 octombrie 1905, fiind cel mai vechi club din Spania dedicat în exclusivitate fotbalului. De-a lungul timpului echipa a câștigat o serie de trofee importante : Cupa UEFA, Copa del Rey, Supercupa Spaniei, Supercupa Europei, La Liga și Segunda Division..În sezonul 2019-2020 aceștia s-au impus în fața celor de la FC Internazionale Milano cu scorul de 3-2 reușind o performanță fabuloasă cu 6 finale jucate și câștigate.

### Coeficientul UEFA
Coeficientul UEFA este utilizat la tragerea la sorți a competițiilor continentale organizate de Uniunea Asociațiilor Europene de Fotbal. Pe baza performanței cluburilor la nivel european timp de cinci sezoane, acest coeficient este calculat folosind un sistem de puncte și este stabilit un clasament. La sfârșitul sezonului 2018-2019, Sevilla se afla pe locul al șaptelea.
| Rang | Club                | Coeficient |
| ---- | ------------------- | ---------- |
| 7    | Paris Saint-Germain | 93.000     |
| 8    | Manchester United   | 91.000     |
| 9    | Sevilla FC          | 83.000     |
| 10   | Liverpool           | 81.000     |
| 11   | Arsenal             | 79.000     |

## Palmares și statistici

### Titluri și trofee
| Competiții naționale | Competiții internaționale |
| - La Liga (1) : - Campioni : 1946. - Vice-campioni : 1940, 1943, 1951, 1957. - Copa del Rey (5) : - Câștigători : 1935, 1939, 1948, 2007, 2010. - Finalistă : 1955, 1962, 2016, 2018. - Supercupa Spaniei (1) : - Câștigători : 2007. - Finalistă : 2010, 2016, 2018. - Segunda División (4) : - Campioni : 1929, 1934, 1969, 2001. - Copa Eva Duarte (0) : - Finalistă : 1948. | - Liga Campionilor : - Sferturi (2) - 1958, 2018 - Europa League : - Câștigători (7) - 2006, 2007, 2014, 2015, 2016, 2020, 2023 - Supercupa Europei : - Câștigători (1) - 2006 - Finalistă (6) - 2007, 2014, 2015, 2016, 2020 2023 |

### Regional
- Copa Andalucía (18): 1917, 1919, 1920, 1921, 1922, 1923, 1924, 1925, 1926, 1927, 1929, 1930, 1931, 1932, 1933, 1936, 1939, 1940.
  - Finalistă (3): 1916, 1918, 1928.

## Rezultate
| 2018 | Sevilla | 0 - 5 | Barcelona       |
| 2016 | Sevilla | 0 - 2 | Barcelona       |
| 2010 | Sevilla | 2 - 0 | Atlético Madrid |
| 2007 | Sevilla | 1 - 0 | Getafe          |
| 1962 | Sevilla | 1 - 2 | Real Madrid     |
| 1955 | Sevilla | 0 - 1 | Athletic Bilbao |
| 1948 | Sevilla | 4 - 1 | Celta Vigo      |
| 1939 | Sevilla | 6 - 2 | Racing Ferrol   |
| 1935 | Sevilla | 3 - 0 | Sabadell⁠(d)     |

| 2018 | Sevilla | 1 - 2 | Barcelona   |
| 2016 | Sevilla | 0 - 5 | Barcelona   |
| 2010 | Sevilla | 3 - 5 | Barcelona   |
| 2007 | Sevilla | 6 - 3 | Real Madrid |
| 1948 | Sevilla | 0 - 1 | Barcelona   |

| 2020 | Sevilla | 3 - 2 | Inter Milano  |
| 2016 | Sevilla | 3 - 1 | Liverpool     |
| 2015 | Sevilla | 3 - 2 | Dnipro        |
| 2014 | Sevilla | 0 - 0 | Benfica       |
| 2007 | Sevilla | 2 - 2 | Espanyol      |
| 2006 | Sevilla | 4 - 0 | Middlesbrough |

| 2020 | Sevilla | 1 - 2 | Bayern      |
| 2016 | Sevilla | 2 - 3 | Real Madrid |
| 2015 | Sevilla | 4 - 5 | Barcelona   |
| 2014 | Sevilla | 0 - 2 | Real Madrid |
| 2007 | Sevilla | 1 - 3 | AC Milan    |
| 2006 | Sevilla | 3 - 0 | Barcelona   |

## Lotul actual
La 12 august 2025.
| Nr. |          | Poziție | Jucător                  |
| --- | -------- | ------- | ------------------------ |
| 2   | Spania   | F       | José Ángel Carmona       |
| 3   | Spania   | F       | Adrià Pedrosa            |
| 4   | Spania   | F       | Kike Salas               |
| 6   | Serbia   | M       | Nemanja Gudelj (căpitan) |
| 7   | Spania   | A       | Isaac Romero             |
| 10  | Belgia   | A       | Dodi Lukébakio           |
| 11  | Elveția  | A       | Rubén Vargas             |
| 12  | Chile    | F       | Gabriel Suazo            |
| 13  | Norvegia | P       | Ørjan Nyland             |
| 14  | Spania   | M       | Peque Fernández          |
| 15  | Nigeria  | A       | Akor Adams               |
| 16  | Spania   | M       | Juanlu Sánchez           |

| Nr. |          | Poziție | Jucător                                           |
| --- | -------- | ------- | ------------------------------------------------- |
| 17  | Spania   | A       | Alfon González                                    |
| 18  | Franța   | M       | Lucien Agoumé                                     |
| 19  | Nigeria  | A       | Kelechi Iheanacho                                 |
| 20  | Elveția  | M       | Djibril Sow                                       |
| 21  | Nigeria  | A       | Chidera Ejuke                                     |
| 22  | Franța   | F       | Loïc Badé (al 3-lea căpitan)                      |
| 23  | Brazilia | F       | Marcão (vice-căpitan)                             |
| 24  | Franța   | F       | Tanguy Nianzou                                    |
| 27  | Belgia   | A       | Stanis Idumbo                                     |
| 31  | Spania   | P       | Alberto Flores                                    |
|     | Grecia   | P       | Odysseas Vlachodimos (împrumutat de la Newcastle) |

### Jucători împrumutați
| Nr. |           | Poziție | Jucător                                                     |
| --- | --------- | ------- | ----------------------------------------------------------- |
|     | Argentina | F       | Federico Gattoni (la River Plate până pe 31 decembrie 2025) |

## Istoric antrenori
| Perioada | Nume                   |
| -------- | ---------------------- |
| 1908–10  | Joaquín Valenzuela     |
| 1910–17  | Eugenio Eizaguirre     |
| 1917–21  | Pepe Brand             |
| 1921–23  | Arturo Ostos           |
| 1923–24  | Charles O'Hagan        |
| 1924–27  | Ángel Villagrán        |
| 1927–30  | Lippo Hertzka          |
| 1930–33  | José Quirante          |
| 1933–36  | Ramón Encinas          |
| 1939–41  | Pepe Brand             |
| 1941–42  | Victoriano Santos      |
| 1942     | Pepe Brand             |
| 1942–45  | Patrick O'Connell      |
| 1945–47  | Ramón Encinas          |
| 1947–49  | Patricio Caicedo       |
| 1949–53  | Guillermo Campanal     |
| 1953–56  | Helenio Herrera        |
| 1956–57  | Satur Grech            |
| 1957     | Guillermo Campanal     |
| 1957–58  | Diego Villalonga       |
| 1958     | Jenő Kalmár            |
| 1958–59  | José Antonio Ipiña Iza |
| 1959     | Guillermo Campanal     |
| 1959     | Ramón Encinas          |
| 1959–61  | Luis Miró              |
| 1961     | Diego Villalonga       |
| 1961–63  | Antonio Barrios        |
| 1963–64  | Otto Bumbel            |
| 1964–65  | Ferdinand Daučík       |

| Dates                       | Name                 |
| --------------------------- | -------------------- |
| 1965–66                     | Ignacio Eizaguirre   |
| 1966                        | Juan Arza            |
| 1966                        | Sabino Barinaga      |
| 1967                        | Juan Arza            |
| 1967–68                     | Antonio Barrios      |
| 1968–69                     | Juan Arza            |
| 1969–71                     | Max Merkel           |
| 1971                        | Diego Villalonga     |
| 1971–72                     | Dan Georgiadis       |
| 1972                        | Vic Buckingham       |
| 1972                        | Diego Villalonga     |
| 1972–73                     | Juan Arza            |
| 1973                        | Salvador Artigas     |
| 1973                        | Ernst Happel         |
| 1974–76                     | Roque Olsen          |
| 1976–79                     | Luis Cid "Carriega"  |
| 1979–81                     | Miguel Muñoz         |
| 1981–86                     | Manolo Cardo         |
| 1986–87                     | Jock Wallace         |
| 1987–88                     | Xabier Azkargorta    |
| 1989                        | Roque Olsen          |
| 1989–91                     | Vicente Cantatore    |
| 1991–92                     | Víctor Espárrago     |
| Iulie 1992 – iunie 93       | Carlos Bilardo       |
| Iulie 1993 – iunie 95       | Luis Aragonés        |
| Iulie 1995 – Dec 95         | Toni Oliveira        |
| Oct 1995 – ianuarie 96      | Juan Carlos Álvarez  |
| Ianuarie 1996 – iunie 96    | Víctor Espárrago     |
| 1 iulie 1996 – Feb 11, 1997 | José Antonio Camacho |

| Dates                                 | Name                   |
| ------------------------------------- | ---------------------- |
| Feb 1997                              | Carlos Bilardo         |
| Feb 1997 – Oct 97                     | Julián Rubio           |
| Oct 1997 – Dec 97                     | Vicente Miera          |
| Ianuarie 1998                         | Juan Carlos Álvarez    |
| Ianuarie 1998 – ianuarie 99           | Fernando Castro Santos |
| Ianuarie 1999 – martie 00             | Marcos Alonso          |
| martie 2000 – mai 00                  | Juan Carlos Álvarez    |
| 1 iulie 2000 – 30 iunie 2005          | Joaquín Caparrós       |
| 1 iulie 2005 – Oct 26, 2007           | Juande Ramos           |
| Oct 27, 2007 – martie 23, 2010        | Manolo Jiménez         |
| martie 25, 2010 – Sept 26, 2010       | Antonio Álvarez        |
| Sept 27, 2010 – 30 iunie 2011         | Gregorio Manzano       |
| 1 iulie 2011 – Feb 6, 2012            | Marcelino              |
| Feb 7, 2012 – 14 ianuarie 2013        | Míchel                 |
| 14 ianuarie 2013 – 12 iunie 2016      | Unai Emery             |
| 12 iunie 2016 – 20 mai 2017           | Jorge Sampaoli         |
| 27 mai 2017 – 22 decembrie 2017       | Eduardo Berizzo        |
| 30 decembrie 2017 – 28 aprilie 2018   | Vincenzo Montella      |
| 28 aprilie 2018 – 24 mai 2018         | Joaquín Caparrós       |
| 28 mai 2018 – 15 martie 2019          | Pablo Machín           |
| 15 martie 2019 – 22 mai 2019          | Joaquín Caparrós       |
| 4 iunie 2019 – 5 octombrie 2022       | Julen Lopetegui        |
| 6 octombrie 2022 – 21 martie 2023     | Jorge Sampaoli         |
| 21 martie 2023 – 8 octombrie 2023     | José Luis Mendilibar   |
| 10 octombrie 2023 – 16 decembrie 2023 | Diego Alonso           |
| 18 decembrie 2023 – 31 mai 2024       | Quique Sánchez Flores  |
| 2 iunie 2024 – 13 aprilie 2025        | Garcia Pimienta        |
| 13 aprilie 2025 – 31 mai 2025         | Joaquín Caparrós       |
| 16 iunie 2025 –                       | Matías Almeyda         |